# Mellisuga
Mellisuga là một chi chim trong họ Chim ruồi.

## Các loài
Chi này gồm 2 loài:
| Image | Scientific name   | Common Name | Distribution                                              |
| ----- | ----------------- | ----------- | --------------------------------------------------------- |
|       | Mellisuga helenae |             | Cuba and Isla de la Juventud                              |
|       | Mellisuga minima  |             | Hispaniola (the Dominican Republic and Haiti) and Jamaica |